# Hemosiderosi
L'hemosiderosi és la deposició patològica d'hemosiderina, en diversos òrgans: fetge, melsa, pàncrees, ganglis limfàtics, etc.
Es reconeix macroscòpicament per la coloració ocràcia que proporciona als òrgans afectats. Histològicament hom observa grànuls d'hemosiderina generalment en les cèl·lules del sistema mononuclear fagocític, bé que també en les cèl·lules parenquimàtiques.
Pot presentar-se a conseqüència de transfusions sanguínies repetides (hemosiderosi posttransfusional), així com en les malalties que s'acompanyen de destrucció sanguínia intensa, principalment en l'anèmia perniciosa.